# 葉宜
葉冝（1379年—？），字守義，福建延平府南平縣仁州里人，明朝政治人物。進士出身。

## 生平
永樂六年（1408年）戊子科福建鄉試第七名舉人。永樂十年（1412年）壬辰科會試十六名，殿試登進士第三甲第五十名。

## 家族
曾祖葉午。祖父葉益良。父亲葉善。